# Sikasso
Sikasso (bambara: Sikaso) – miasto w południowym Mali, ośrodek administracyjny regionu Sikasso, około 200 tys. mieszkańców. Drugie co do wielkości miasto kraju.

## Miasta partnerskie
- Brive-la-Gaillarde